# 廣松毅
廣松 毅（ひろまつ たけし、1945年（昭和20年）10月 - ）は、日本の計量経済学者、東京大学総合文化研究科名誉教授、情報セキュリティ大学院大学教授。

## 略歴
兵庫県立長田高等学校卒業、1969年（昭和44年）東京大学教養学部教養学科卒業、1972年（昭和47年）東京大学大学院経済学研究科修士課程修了、教養学部助手、1974年（昭和49年） - 1977年（昭和52年）ハーバード・イェンチン研究所客員研究員、教養学部助教授、東京大学先端科学技術研究センター助教授、1989年（平成元年）東京大学先端科学技術研究センター教授、1995年（平成7年）総合文化研究科教授。2002年（平成14年）日本計画行政学会会長。2009年（平成21年）3月退職。2009年（平成21年）4月より、情報セキュリティ大学院大学教授。日本学術会議19期会員。現在、同連携会員。電気通信普及財団にてテレコム社会科学賞（論文賞）の表彰専門部会審査委員を務める。

## 著書

### 共著
- （田中明彦・常盤洋一・木暮睦）『ロータス1-2-3による統計入門』（朝倉書店, 1988年）
- （大平号声）『情報経済のマクロ分析』（東洋経済新報社, 1990年）
- （藤原直哉）『計量経済学の実際』（サイエンス社, 1990年）
- （浪花貞夫）『経済時系列分析』（朝倉書店, 1990年）
- （浪花貞夫）『経済時系列分析の基礎と実際――非定常モデルの応用』（多賀出版, 1993年）
- （高木新太郎・佐藤朋彦・木村正一）『経済統計』（サイエンス社, 2006年）
- （浪花貞夫・高岡慎）『経済時系列分析』（多賀出版, 2006年）

### 訳書
- フリーマン・F・エルゼー『プログラム学習による統計学入門』（学習研究社, 1972年）
- P・D・マクルランド『新しい経済史の方法――因果的説明とモデル・ビルディング』（日本経済新聞社, 1979年）
- ピーター・スプレント『実例による統計学』（啓明社, 1982年）
- T・A・ライアン Jr.[ほか]『コンピュータ統計』（啓明社, 1982年）
- A・ラパポ-ト, A・M・チャマー『囚人のジレンマ――紛争と協力に関する心理学的研究』（啓明社, 1983年）
- オズワルド・H・ギャンリー,グラディス・D・ギャンリー『国際メディア争奪戦』（日本経済新聞社, 1984年）
- M・A・ボーデン『人工知能と人間（1-2）』（サイエンス社, 1986年）
- W・ヴァンデール『時系列入門――ボックス-ジェンキンスモデルの応用』（多賀出版, 1988年）

+ R・ドーンブッシュ, S・フィッシャー『マクロ経済学』（マグロウヒル出版, 1989年）
- R・クームズ、P・サビオッティ、V・ウォルシュ『技術革新の経済学』（新世社, 1989年）
- R・スターツ『ドーンブッシュ/フィッシャー マクロ経済学――スタディガイド』（マグロウヒル出版, 1993年）
- ウィリアム・H・ダットン編『情報通信テクノロジー――情報ネットワーク社会の理想と現実』（富士通経営研修所, 1998年）
- リチャード・J・サミュエルス『日本における国家と企業――エネルギー産業の歴史と国際比較』（多賀出版, 1999年）